# Sokaraja Kulon
Sokaraja Kulon is een bestuurslaag in het regentschap Banyumas van de provincie Midden-Java, Indonesië. Sokaraja Kulon telt 8032 inwoners (volkstelling 2010).